# Cu cườm

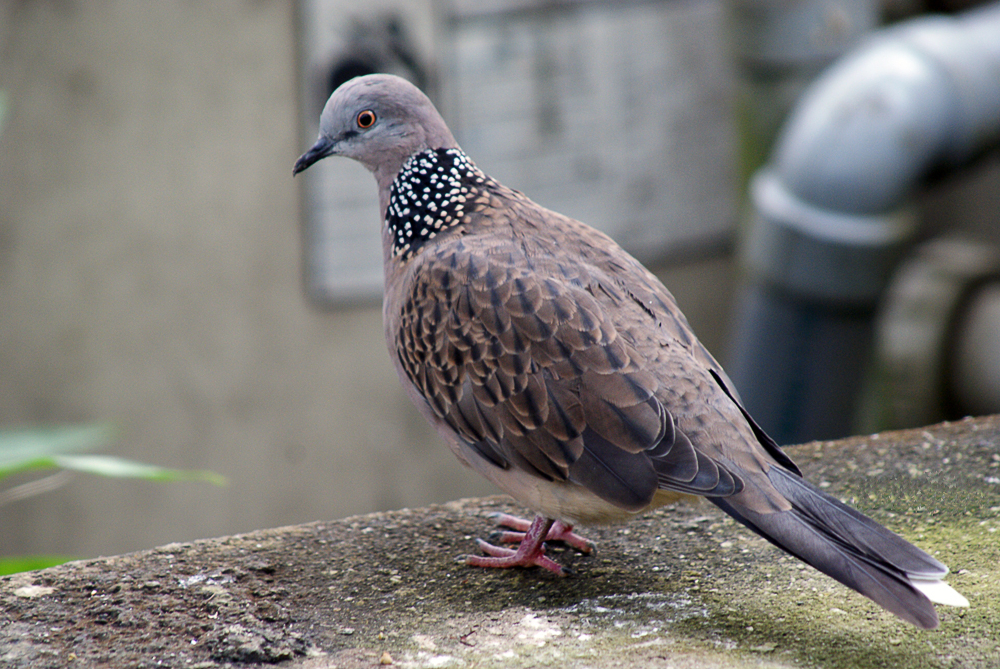
Một con cu cườm ở Mã Lai

Cu cườm (Danh pháp khoa học: Streptopelia chinensis tigrina) là một phân loài của loài cu gáy (Streptopelia chinensis) được tìm thấy ở Bangladesh, Miến Điện, eo Malakka, Lào, Campuchia, Việt Nam, các vùng Palawan, Kalimantan, Sumatra, Sulawesi cho đến Quần đảo Maluku ở Biển Flores. Ở Việt Nam, chúng phân bố rộng rãi khắp các miền đồng bằng và được gọi là cu gáy, chim gáy hay đơn giản là chim cu. Chim cu được rất nhiều người ưa chuộng vì có tiếng hót hay được xếp vào loại tứ quý chim gồm yểng, mi, khuyên, có giá trị kinh tế và được hầu hết những người chơi chim Việt Nam tìm mua về nuôi.
Người đi đánh bẫy để bắt chim cu gáy còn gọi là đi đánh cu bằng gác cu. Chim cu cườm hay cu gáy còn được gọi là chim cu hay chim ma mà người Raglai gọi là Katơrau và ở Tây Nguyên có tục tạc chim ma của người Raglai ở Ma Nới nhuốm màu kỳ bí của những cánh chim chốn a-tâu, chim cu là loài chim thân thiện, mùa lúa chín chúng thường ra đồng, ra nương rẫy ăn mót lúa và kêu gáy vui tai.

## Đặc điểm

### Ngoại hình
Chim gáy rất khó phân biệt trống mái, chim đã trưởng thành càng khó phân biệt do chúng đều gáy và gụ nhau, ngoại hình giống nhau. Giữa chim trống và chim mái vẫn có sự khác biệt, vòng tròn của tròng đen của con trống nhỏ hơn và sáng hơn con mái. Lông trên trán của con trống sáng hơn con mái, con trống to khỏe hơn, cái đầu con trống to và cục mịch hơn còn chim mái thì đầu nhỏ và tròn hơn. Chân của chim trống thì to và dài hơn. Xương dưới bụng (2 xương ghim) gần phao của chim mái thì rộng hơn chim trống.
Chim trống ngực rộng và thường đậu trên những cành chắc chắn. Chim Cu mà đuôi vót, tức là ở bắp đuôi thì lớn, chót đuôi thì nhỏ lại là con chim tốt và khôn. Chim có gián cánh, tức là có lông trắng ở trên một cánh hay cả hai cánh là chim tốt. Chim có móng trắng gọi là bạch đề: chỉ cần có một móng trắng hay nhiều móng trắng, là con chim quí hiếm. Chim trống có mỏ đỏ, là chim sát thủ là chim rất dữ, chọn làm mồi mang đi bẫy rất hiệu nghiệm

### Tập tính ăn
Thức ăn cho chim bao gồm ngô, thóc, vừng, thức ăn chính vẫn là thóc (Lúa) nhưng thêm hạt kê, đỗ xanh, hạt lạc. Chim cu trong thiên nhiên ăn đất và đất núi lửa (đất đỏ) đôi khi liếm muối để bồi dưỡng chất dinh dưỡng, chúng ăn sạn để nghiền nát thức ăn nhất là những hạt già và cứng. Chim cu cần chất vôi để tạo vỏ trứng và sú thức ăn cho chim con, cho việc sinh sản và tạo xương của chúng. Chim cu mái sẻ lấy chất vôi từ xương chúng để cung cấp đủ cho con cái, than củi giúp tiêu hóa và sạn giúp nghiền nát hạt trong mề của chim cu. Chim cu thường hấp thụ những khoáng chất vi lượng từ thức ăn.

### Hành vi

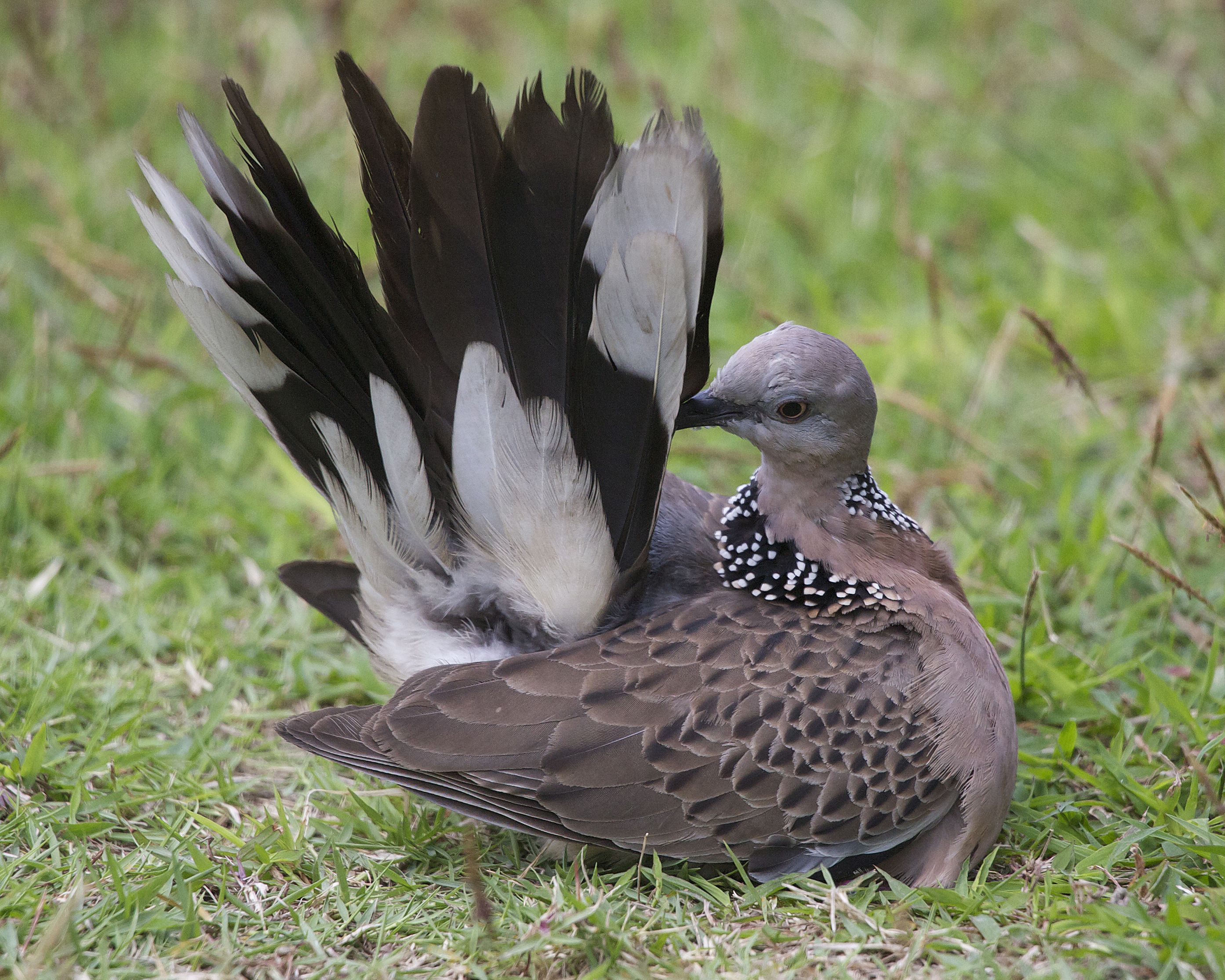
Chim cu cườm rất kén bạn tình

Chim cu gáy sống từng đôi, một trống một mái theo chế độ đơn thê, gắn bó chung thủy, cu gáy là giống kén bạn tình, chim cu gáy có cách sinh hoạt, tha rác làm tổ, tìm kiếm thức ăn, ấp trứng, bón thức ăn cho con giống như chim bồ câu do chúng cùng một họ. Chúng đi ăn từng đàn, có lãnh thổ riêng, có một con trống có dáng hình đẹp, có tiếng gáy tốt là con chim lãnh chúa. Khi vùng lãnh thổ riêng bị xâm phạm, nó sẽ ra hiệu bằng âm thanh lao rồi vào chiến đấu. Người săn lợi dụng đặc điểm này để bẫy chim cu gáy.
Chúng bắt đầu trưởng thành và sinh sản vào khoản 5 tháng tuổi. Mỗi năm, một cặp chim cu bố mẹ thường đẻ 8 đến 9 lứa, mỗi lần cho ra 1 đến 2 quả trứng, 10 ngày sau khi trứng nở chim mẹ sẽ tiếp tục đẻ lứa khác. Khi gù đấu (gù chào) thì con trống sẽ gù đấu, Khi con bạn tình xuất hiện, thì con trống sẽ gù sát đất (gù cái đầu thấp) với con mái nhiều lần, còn con mái thì hầu như không gù, trừ khi trong đàn toàn mái và không có con trống. Con trống gáy to tiếng hơn, con mái rất im lặng và khi con mái gù sẽ có âm sắt cao hơn con trống.
Chim cu cườm chịu nhiệt rất kém. Khi nhiệt độ hạ xuống 10 độ C chim cu sẻ bị cú rũ. Trong thiên nhiên khi chỗ ngủ bị đe dọa chúng sẽ hoảng sợ bay lên để thoát khỏi sự đe dọa nguy hiểm của chúng. Thỉnh thoảng chim trong nuôi trong lồng cũng bị hoảng sợ ban đêm. Sự việc xảy ra khi chim cu ngủ những nơi rất tối hay là những con chim mới. Chim cu nhìn đêm tối rất kém nên chúng dễ bị hoảng sợ, khi chúng nghe ồn ào và chúng sẽ nhảy, chim cu hoang rất sợ bóng người. 

## Chăn nuôi

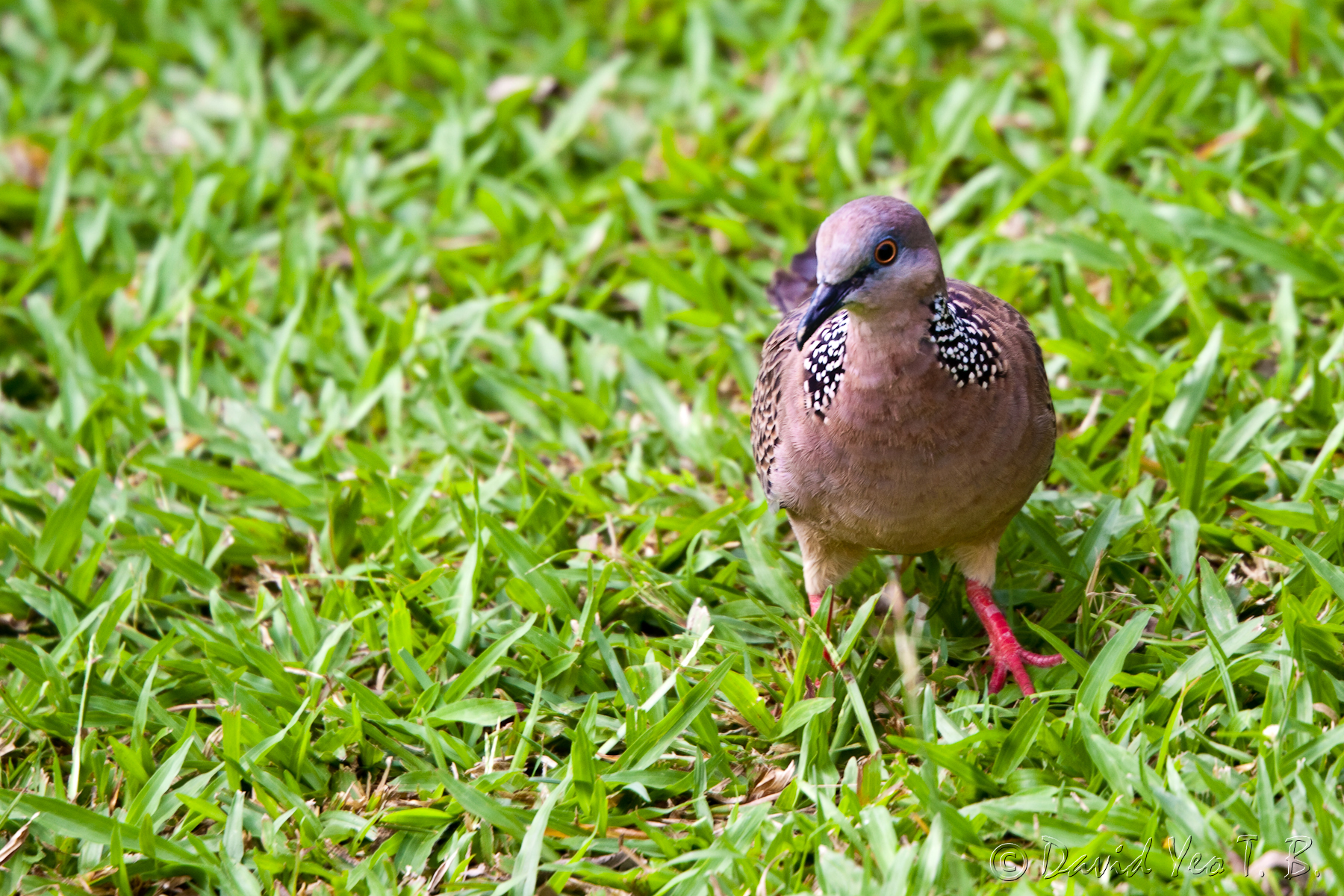
Một con cu cườm

Chuồng để nuôi chim được làm khá đơn giản, chỉ cần dùng lưới sắt vây thành những ngăn nhỏ, mỗi ngăn nuôi một đôi. Bên trong tạo ổ bằng rơm, rạ hoặc chất xơ từ cây cối để làm chỗ cho chim mẹ đẻ. Khó nhất là lúc ghép đôi. Để ghép đôi cho chúng, phải đặt chuồng chim mái và trống cạnh nhau khoảng một tuần cho chúng làm quen, sau đó mới ghép lồng, quan sát xem có hòa hợp không. Khi chim mẹ đẻ, không được sờ tay vào trứng mà để chúng tự ấp, tự nở.
Chăm sóc chim cu cũng không hề đơn giản. Mùa nóng, phải thêm nước điện giải, cứ 2 ngày cho chim tắm 1 lần để bộ lông được đẹp mượt mà, mùa đông cần cho chim uống thêm nước muối. Chim cu phải cần được nhận ánh sáng mặt trời vài tiếng mỗi ngày. Chim cu khi phơi nắng thường nằm xòe cánh và đuôi dưới đấy lồng. Chim cu gáy thường ít bị bệnh dịch, bệnh hay gặp là chim bị phân nát, chủ yếu do bị chim khác gáy lấn át, bị mèo, chuột làm cho sợ, hoặc do nguồn thức ăn, nước uống không hợp vệ sinh hay khẩu phần ăn không hợp lý.